# Ouderkerkerlaan

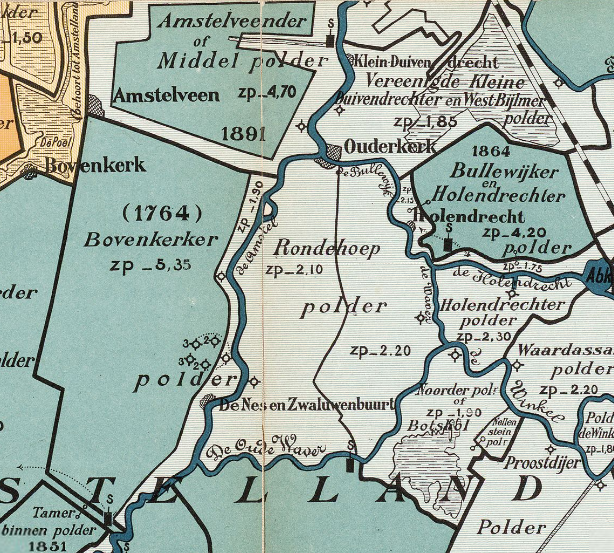
Op de strook tussen de Middelpolder en de Bovenkerkerpolder ligt de Ouderkerkerlaan.

De Ouderkerkerlaan is een weg in de Nederlandse plaats Amstelveen in de provincie Noord-Holland, maar komt ook in Diemen voor.
De weg vormt de scheiding tussen de Middelpolder en de Bovenkerkerpolder en loopt van het oude dorp Amstelveen naar de linkeroever van de Amstel. Oorspronkelijk heette een deel van de laan Het Grote Loopveld wat wees op een loopveld voor de turfstekers.
De weg verbindt van het oude dorp Amstelveen met Ouderkerk aan de Amstel waar de weg uitkomt op de Amsteldijk Zuid. Vroeger liep de weg verder door en na de Lange Brug over de Amstel. Deze brug lag in het dorp, iets zuidelijker dan de huidige brug.
De weg liep voorbij Ouderkerk verder naar de Bijlmermeer, langs de noordelijke ringsloot, naar de Diemerbrug in Diemen. Tussen Ouderkerk en de Bijlmermeer heette de weg de Diemerweg, behalve het laatste stukje in Diemen dat weer Ouderkerkerlaan heet.
Vanaf 1939 werd het gedeelte binnen de gemeente Ouder-Amstel de Burgemeester Stramanweg. Na de bouw van de Bijlmermeer verdween de weg daar geheel en werd min of meer vervangen door de Daalwijkdreef. Alleen in Diemen-Zuid is nog een klein stukje van de weg aanwezig met de naam Ouderkerkerlaan.
Het gedeelte van de weg ten oosten van de Beneluxbaan is voor het doorgaande verkeer in 1976 vervangen door de Oranjebaan. Aan het oostelijke einde van de laan, die daar tegenwoordig Kruitmolen heet, bevindt zich een voormalige kruitmolen en kruitfabriek, de Oude Molen. Onderaan het viaduct over de Beneluxbaan bevindt zich de halte Ouderkerkerlaan.